# Arízio
Arízio Marçal da Cruz, meglio noto come Arízio (6 marzo 1928), è un ex calciatore brasiliano, di ruolo portiere.